# Hypaetha
Hypaetha es un género de coleópteros adéfagos de la familia Carabidae.

## Especies
Contiene las siguientes especies:
- Hypaetha antiqua (Lea, 1917)
- Hypaetha biramosa (Fabricius, 1781)
- Hypaetha copulata (Schmidt-Goebel, 1846)
- Hypaetha frenchi (Sloane, 1904)
- Hypaetha immanis (Bates, 1874)
- Hypaetha intricata (Dejean, 1831)
- Hypaetha montraveli (Blanchard, 1842)
- Hypaetha ornatipennis (Schilder, 1953)
- Hypaetha quadrilineata (Fabricius, 1781)
- Hypaetha schmidti (W. Horn, 1927)
- Hypaetha singularis (Chaudoir, 1876)
- Hypaetha upsilon (Dejean, 1825)